# Matthew Wilson (pływak)
Matthew Wilson (ur. 8 grudnia 1998 w Penrith) – australijski pływak specjalizujący się w stylu klasycznym, mistrz świata w sztafecie, były rekordzista świata na dystansie 200 m stylem klasycznym, medalista igrzysk Wspólnoty Narodów.

## Kariera
W 2017 roku na mistrzostwach świata w Budapeszcie płynął w wyścigu eliminacyjnym sztafet mieszanych 4 × 100 m stylem zmiennym i otrzymał srebrny medal, kiedy Australijczycy zajęli w finale drugie miejsce. Na dystansie 200 m stylem klasycznym był ósmy, w finale uzyskawszy czas 2:10,37 min.
Rok później, w kwietniu podczas igrzysk Wspólnoty Narodów w Gold Coast uczestniczył w eliminacjach sztafet 4 × 100 m stylem zmiennym mężczyzn i zdobył złoty medal, gdy reprezentanci Australii zwyciężyli w finale. W konkurencji 200 m stylem klasycznym z czasem 2:08,64 min wywalczył brązowy medal.
W lipcu 2019 roku na mistrzostwach świata w Gwangju wraz z Mitchem Larkinem, Emmą McKeon i Cate Campbell zdobył złoty medal w sztafecie mieszanej 4 × 100 m stylem zmiennym. W konkurencji 100 m stylem klasycznym zajął 10. miejsce z czasem 59,26 s. W półfinale 200 m stylem klasycznym wyrównał rekord świata (2:06,67) należący do Japończyka Ippei Watanabe.